# Leucania suffusa
Leucania suffusa là một loài bướm đêm trong họ Noctuidae.